# Brainticket
Brainticket é uma banda de rock progressivo com integrais de quatro diferentes países: Alemanha, Suíça, Bélgica, Itália e capitaneado pelo músico de origem belga Joel Vandroogenbroeck e formado por membros de várias nacionalidades, entre os quais, a cantora italiana Gianfranca Montedoro.
Ativo na primeira metade dos anos 1970 na Itália, na qual gravou o segundo álbum, Psychonaut, e o terceiro Celestial Ocean. Em maio de 1971 participaram do Festival Pop di Caracalla, em Roma, junto a outros grupos como Osanna. Vandroogenbroeck colaborou posteriormente com outros artistas italianos, entre os quais, Riccardo Cocciante.

## Discografia
- 1971 - Cottonwoodhill
- 1972 - Psychonaut
- 1973 - Celestial Ocean
- 1973 - Free dimension (antologia com vários artistas)